# Geneviève Darrieussecq

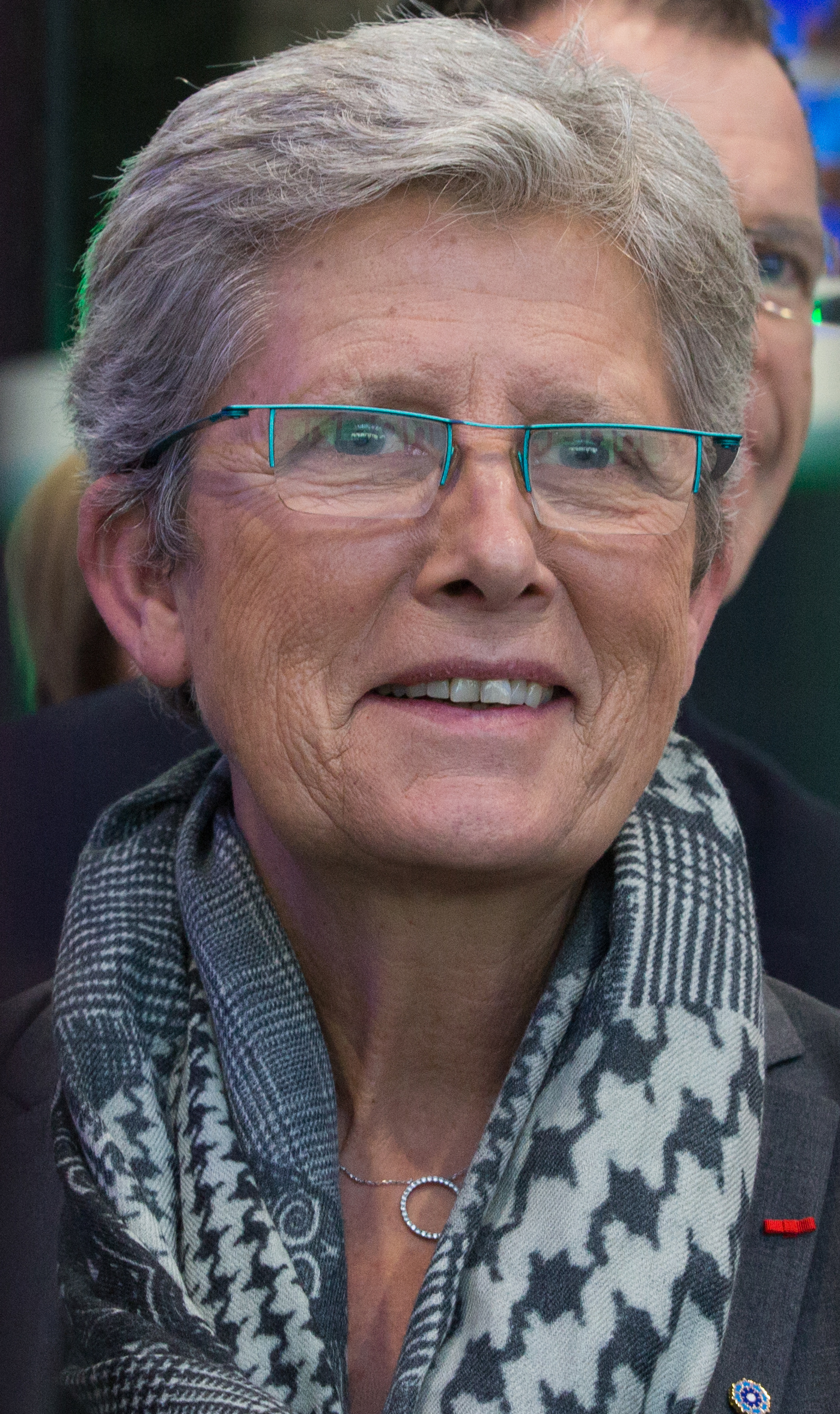
Geneviève Darrieussecq (2017)

Geneviève Darrieussecq (Geburtsname: Geneviève Lafitte; * 4. März 1956 in Peyrehorade, Département Landes) ist eine französische Politikerin der Union pour la démocratie française UDF sowie später der Mouvement démocrate MoDem, die unter anderem Mitglied der Nationalversammlung war sowie zahlreiche Ministerämter in verschiedenen Regierungen innehatte. 2024 übernahm sie im Kabinett Barnier das Amt als Ministerin für Gesundheit und Zugang zu medizinischer Versorgung.

## Leben
Geneviève Darrieussecq begann nach dem Schulbesuch ein Studium der Medizin an der Universität Victor Segalen Bordeaux II und war nach dessen Abschluss als Ärztin für Allergologie tätig. Sie begann ihr politisches Engagement für die Union für die französische Demokratie UDF (Union pour la démocratie française) in der Kommunal- und Regionalpolitik und wurde am 28. März 2004 zum Mitglied des Regionalrates der Region Nouvelle-Aquitaine gewählt, dem sie nach ihrer Wiederwahl am 21. März 2010 für den Wahlbezirk Landes bis zum 6. Dezember 2015 angehörte. Bei der Kommunalwahl am 16. März 2008 wurde sie für die Demokratische Bewegung MoDem (Mouvement démocrate), die im Mai 2007 aus der UDF hervorgegangen war zum Mitglied des Gemeinderates von Mont-de-Marsan gewählt, dem sie nach ihren Wiederwahlen am 23. März 2014 und 15. März 2020 seit dem 21. März 2008 angehört. Zudem wurde sie bei der Kommunalwahl am 16. März 2008 auch zum Mitglied des Rates des Gemeindeverbandes (Communauté d’agglomération) Mont-de-Marsan Agglomération gewählt und gehört auch diesem nach ihren Wiederwahlen am 23. März 2014 und 15. März 2020 seit dem 17. April 2008 an. Zugleich wurde sie am 21. März 2008 als Nachfolger von Philippe Labeyrie Bürgermeisterin von Mont-de-Marsan und bekleidete dieses Amt nach ihrer Wiederwahl am 28. März 2014 bis zu ihrem Rücktritt am 7. Juli 2017, woraufhin Charles Dayot ihre Nachfolge antrat. 2011 wurde sie Ritter der Ehrenlegion. Außerdem übernahm sie am 24. September 2014 als Nachfolgerin von Alain Vidalies den Posten als Präsidentin der Mont-de-Marsan Agglomération und hatte diesen nach ihrer Wiederwahl am 14. April 2014 bis zu ihrer abermaligen Ablösung durch Charles Dayot am 7. Juli 2017. Während dieser Zeit wurde sie am 29. März 2015 auch zum Mitglied des Départementrates des Département Landes gewählt und vertrat dort bis zum 28. Juni 2017 den Kanton Mont-de-Marsan-2.

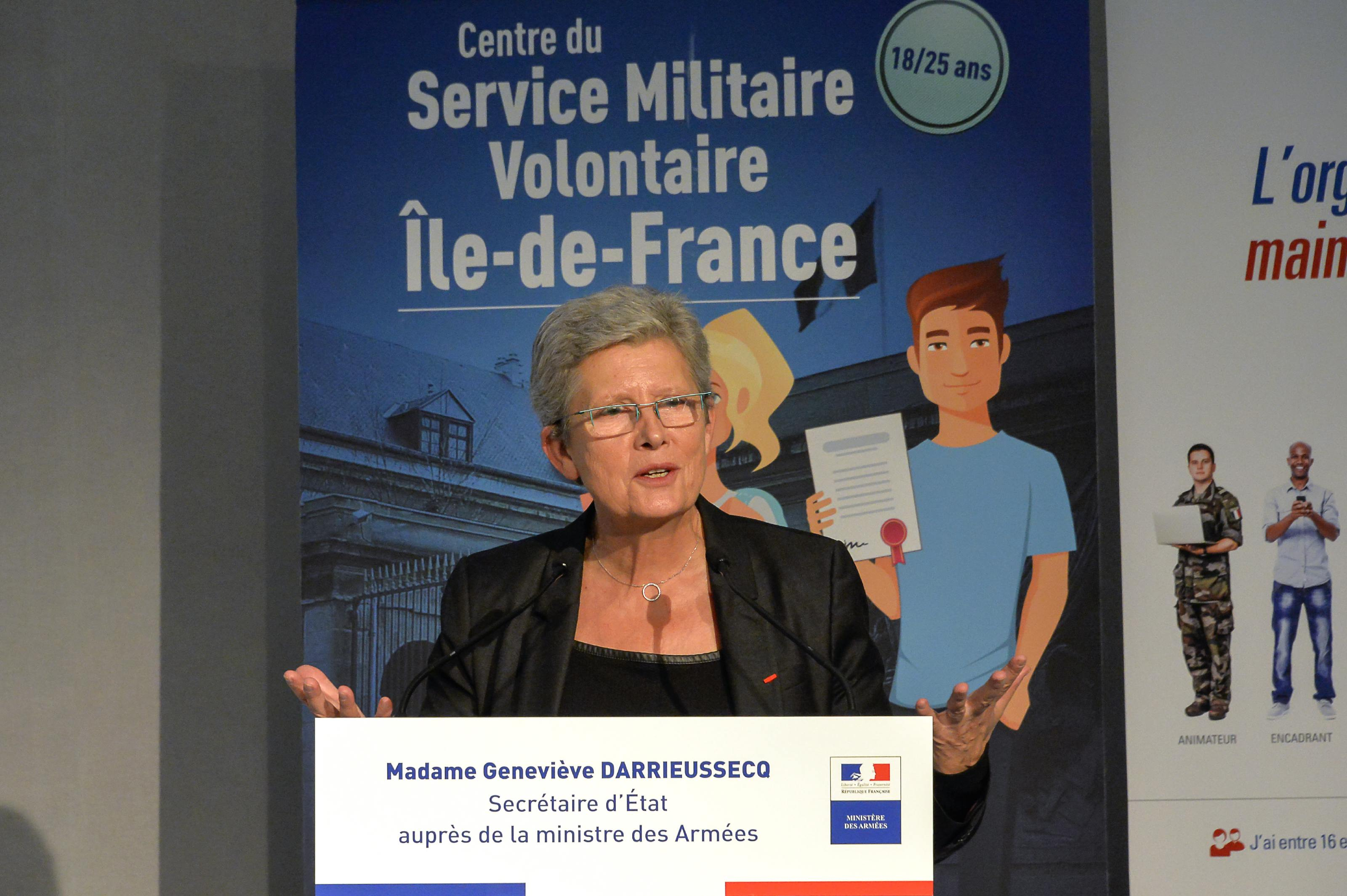
Geneviève Darrieussecq als Staatssekretärin im Verteidigungsministerin (2017)

Bei der Parlamentswahl am 18. Juni 2017 wurde Geneviève Darrieussecq für die Demokratische Bewegung als Nachfolgerin von Florence Delaunay erstmals im ersten Wahlkreis des Département Landes zum Mitglied der Nationalversammlung gewählt und gehörte dieser vom 21. Juni bis zu ihrem Mandatsverzicht am 21. Juli 2017 an, woraufhin Fabien Lainé neuer Abgeordneter für diesen Wahlkreis wurde. Sie selbst wurde daraufhin am 21. Juni 2017 im Kabinett Philippe II Staatssekretärin im Verteidigungsministerium (Secrétaire d’État auprès de la ministre des Armées) und fungierte damit bis zum 6. Juli 2020 als eine der engsten Mitarbeiterinnen von Verteidigungsministerin Florence Parly. Im darauf folgenden Kabinett Castex blieb sie der Verteidigungsministerin Florence Parly zugeordnet und bekleidete nunmehr vom 3. Juli 2020 bis zum 16. Mai 2022 das Amt als zuständige Beigeordnete Ministerin für Erinnerung und Veteranenangelegenheiten (Ministre déléguée chargée de la Mémoire et des Anciens Combattants).
Bei der Wahl am 27. Juni 2021 wurde sie des Weiteren zum Mitglied des Regionalrates der Region Nouvelle-Aquitaine gewählt und gehört diesem seit dem 2. Juli 2021 an. Sie war daraufhin eine Kandidatin für das Amt der Präsidentin des Regionalrates, unterlag aber mit 13,7 Prozent als Drittplatzierte dem wieder zum Präsidenten des Regionalrates gewählten Alain Rousset von der Parti socialiste (PS), der 28,8 Prozent erhielt, während die Zweitplatzierte Edwige Diaz vom Rassemblement National (RN) 18,8 Prozent erzielte. Auf den vierten Platz kam Nicolas Florian von Soyons libres (SL), der 12,5 Prozent der Stimmen bekam, während Nicolas Thierry von Les Écologistes (ECO) mit 12,1 Prozent der Stimmen Fünftplatzierter wurde.
Bei der Parlamentswahl am 19. Juni 2022 wurde Geneviève Darrieussecq als Nachfolgerin ihres Parteifreundes im ersten Wahlbezirk des Département Landes wieder zum Mitglied der Nationalversammlung gewählt und gehörte dieser nunmehr bis zu ihrem neuerlichen Mandatsverzicht vom 21. Juni bis zum 4. August 2022 an, woraufhin Fabien Lainé erneut nachrückte. Zuvor war sie am 4. Juli 2022 als zuständige Beigeordnete Ministerin für Menschen mit Behinderungen (Ministre déléguée chargée des Personnes handicapées) im Ministerium für Solidarität, Autonomie und Menschen mit Behinderungen in das Kabinett Borne berufen worden und gehörte als solche bis zu ihrer Ablösung durch Fadila Khattabi am 20. Juli 2023 eine der engsten Mitarbeiter des Ministers für Solidarität, Autonomie und Menschen mit Behinderungen Jean-Christophe Combe. Nach ihrem Ausscheiden aus dem Kabinett Borne übernahm sie am 21. August 2023 von Fabien Lainé abermals den Sitz als Mitglied der Nationalversammlung, der sie nach der Wiederwahl im ersten Wahlbezirk des Département Landes bei der Parlamentswahl am 7. Juli 2024 seither angehört.
Geneviève Darrieussecq wurde am 21. September 2024 von Premierminister Michel Barnier in dessen Kabinett berufen und übernahm dort das Amt als Ministerin für Gesundheit und Zugang zu medizinischer Versorgung (Ministre de la Santé et de l’Accès aux soins).